# DDCD
DDCD（Double Density CD）は、一般的なCDの2倍に当たる1.3GBの容量を持つディスクのことである。2000年7月にソニーによって仕様が発表された。規格書は「Purple Book」である。

## 仕様
CDではピットの長さの最小値が0.833μm、トラックピッチが1.6μm幅である一方、DDCDではピットの長さの最小値を0.623μmに、トラックピッチを1.1μm幅に、それぞれ短縮することで、1.3GBのデータを書き込むことが可能になった。線速度も、CDの1.2〜1.4m/sから、0.9m/sに短縮されている。既存のCDの製造技術や製造設備を流用可能とすることで大容量の光学ディスクを安価に提供する狙いがあった。
読み出しや書き込みには専用ドライブが必要となり、DDCDに対応していないCD-ROMドライブでは読み出しも行えない。CDと同様にDDCDにもDDCD-R/DDCD-RWが存在する。

## 反響
製品が発売された2001年当時、既にDVD-RAMなどCD-R/CD-RWに代わる次世代バックアップメディアが登場しており、容量面での魅力は高くないが、メディアは安価だったため、次世代バックアップメディアの本命が確定するまでは価値があるかもしれないと評された。
結果的には従来のCD-R/RWドライブで読み書きできない点やDVD-R/RWへと移行したほうが容量面で有利だった点もあり普及しなかった。